# Гаспар (футболист)
Гаспар Гальвес Бургос (англ. Gaspar Gálvez Burgos; родился 7 июля 1979 года), более известный как Гаспар, испанский футболист, защитник. В общей сложности, в Ла-Лиге провел восемь сезонов, сыграл 156 игр и забил один гол. Игрок молодёжных сборной Испании.

## Биография
Гаспар родился в Кордове, Андалусия. Он является продуктом молодёжной системы «Атлетико Мадрид», и дебютировал в первой команде, играющей в Ла-Лиге 3 января 1999 года в победном гостевом матче с сантандерским «Расингом» (3—2) и играл за основную и резервную команды, в течение нескольких лет. В конце своего второго профессионального сезона клуб вылетел в Сегунду, единственный раз в своей истории.